# Martin A. Brennan
Martin Adlai Brennan (* 21. September 1879 in Bloomington, Illinois; † 4. Juli 1941 ebenda) war ein US-amerikanischer Politiker. Zwischen 1933 und 1937 vertrat er den Bundesstaat Illinois im US-Repräsentantenhaus.

## Werdegang
Martin Brennan besuchte die öffentlichen Schulen seiner Heimat und war danach als Reporter für die Zeitung Bloomington Bulletin tätig. Nach einem anschließenden Jurastudium am Wesleyan College of Law in Bloomington und seiner 1902 erfolgten Zulassung als Rechtsanwalt begann er in seiner Heimatstadt in diesem Beruf zu arbeiten. Zwischen 1913 und 1917 war er Vorsitzender Richter am Illinois Court of Claims. Im Jahr 1920 fungierte er Leiter der Zensusbehörde im McLean County. Gleichzeitig schlug er als Mitglied der Demokratischen Partei eine politische Laufbahn ein. Zwischen 1921 und 1923 saß er als Abgeordneter im Repräsentantenhaus von Illinois; 1924 war er Delegierter zur Democratic National Convention in New York.
Bei den Kongresswahlen des Jahres 1932 wurde Brennan im 26. Wahlbezirk von Illinois in das US-Repräsentantenhaus in Washington, D.C. gewählt, wo er am 4. März 1933 die Nachfolge von Richard Yates antrat. Nach einer Wiederwahl konnte er bis zum 3. Januar 1937 zwei Legislaturperioden im Kongress absolvieren. Während dieser Zeit wurden dort viele der New-Deal-Gesetze der Bundesregierung unter Präsident Franklin D. Roosevelt verabschiedet. 1935 wurden erstmals die Bestimmungen des 20. Verfassungszusatzes angewendet, wonach die Legislaturperiode des Kongresses jeweils am 3. Januar endet bzw. beginnt.
1936 verzichtete Martin Brennan auf eine weitere Kandidatur. Nach dem Ende seiner Zeit im US-Repräsentantenhaus praktizierte er wieder als Anwalt in Bloomington, wo er am 4. Juli 1941 starb.